# Yamato Transport
Yamato Transport Co., Ltd. (яп. ヤマト運輸株式会社) — одна из самых больших японских компаний, осуществляющих доставку «от двери до двери». Занимает около 41 % рынка и конкурирует с Sagawa Express и Nippon Express. Головной офис располагается в Гиндза, Токио.
Логотипом компании является жёлтый овал с чёрной кошкой, несущей котёнка, что символизирует обещание компании беречь перевозимый груз как члена собственной семьи. В народе компанию часто называют «Куронэко» (яп. 黒ねこ), что переводится с японского как «черная кошка». Слово Kuroneko также присутствует в адресе официального сайта компании. По известности в Японии данный логотип можно сравнить с известностью логотипа компании Coca-Cola в США. Логотип был разработан основателем компании Ясуоми Огура на основе рисунков своей дочери.